# Moïse Tshombe
Moïse Kapenda Tshombe, w polskiej literaturze także Moise Czombe (ur. we wrześniu 1919 w Musumba, zm. 29 czerwca 1969 w Algierze) – polityk i przedsiębiorca kongijski, prezydent Katangi kierujący jej secesją, premier Demokratycznej Republiki Konga; kilkakrotnie zmuszany do ucieczki z kraju.

## Życiorys
Urodził się w bogatej rodzinie w Musumba w Kongu Belgijskim. Ukończył szkołę prowadzoną przez amerykańskich metodystów, po czym wspólnie z ojcem prowadził interes rodzinny. Po śmierci ojca w 1951 firma popadła w poważne tarapaty z powodu miernych umiejętności przedsiębiorczych Tshombego. Mimo to wykorzystał pozycję rodziny, zapewniając sobie nominację na członka doradczej Prowincjonalnej Rady Katangi, chociaż na tym etapie kariery nie odznaczył się niczym szczególnym. W 1950 zaangażował się w życie polityczne i utworzył partię CONAKAT (Konfederacja Stowarzyszeń Plemiennych Katangi), która broniła spraw katangijskiego plemienia Lunda. Opowiadał się za współpracą z belgijską administracją kolonialną. W 1958 został przywódcą Stowarzyszenia Plemienia Lunda. Ponieważ CONAKAT ściśle współpracowała z władzami belgijskimi, większość radykalnych działaczy ruchu niepodległościowego opuściła szeregi tej partii, dzięki czemu Tshombe mógł zostać jej przewodniczącym. Postanowił wykorzystać CONAKAT do secesji Katangi od Konga oraz utrzymania bardzo bliskich więzów gospodarczych z Belgią. W ten sposób doprowadził do ostrych konfliktów z kongijskim ruchem niepodległościowym na czele z Patrice'em Lumumbą.
W 1960 Belgia zwołała ostatecznie konferencję w sprawie niepodległości Konga, na której Tshombe zaprezentował plan nieścisłej konfederacji, która danym prowincjom zapewniała rozległą autonomię. Koncepcja mocno scentralizowanego państwa kongijskiego zyskała znacznie większą aprobatę. W tym samym roku Kongo stało się niepodległym państwem. W maju 1960 miały miejsce wybory, w których CONAKAT poniosło porażkę, zyskując spośród 137 miejsc w parlamencie Konga tylko 8. Inna sytuacja miała miejsce w zgromadzeniu prowincjonalnym Katangi, gdzie partia Tshombego zyskała zdecydowaną większość głosów. Dwa tygodnie po uzyskaniu niepodległości dla Konga miały miejsce bunty milicyjnych oddziałów. Tshombe i CONAKAT wykorzystali to i ogłosili niepodległość Katangi, którą uznała tylko Belgia, mająca nadzieję na korzyści gospodarcze wyciągane z tej prowincji. Oprócz tego Tshombe, prezydent proklamowanej 11 lipca 1960 „niepodległej” Katangi, cieszył się poparciem ze strony Fulberta Youlou, prezydenta ościennej Republiki Konga ze stolicą w Brazzaville. Władze na czele z Patrice'em Lumumbą, który został premierem, usiłowały stłumić secesję, jednak wkrótce prezydent Konga Joseph Kasavubu zdymisjonował Lumumbę. Uprowadzony na skutek działań kongijskiego szefa armii Josepha Desire Mobutu Lumumba został 17 stycznia 1961 przewieziony na żądanie belgijskiego ministra do spraw afrykańskich Harolda d'Aspremonta Lyndena do Katangi i tam po kilku godzinach tortur rozstrzelany w obecności Tshombego, który następnie odrzucił prośbę przebywającej w Élisabethville Komisji Rozjemczej Narodów Zjednoczonych o widzenie z Lumumbą. Władze centralne Konga podjęły negocjacje z Tshombem, które zakończyły się fiaskiem. W drodze na rozmowy z Tshombem, który zbiegł do Rodezji Północnej, zginął w niewyjaśnionej katastrofie lotniczej w pobliżu Ndoli w Zambii 18 września 1961 sekretarz generalny ONZ Dag Hammarskjöld. W wyniku interwencji ONZ i przegranej wojny Tshombe uciekł w 1963 do Angoli portugalskiej, a następnie do Hiszpanii.
Rebelia katangijskich secesjonistów została zdławiona, a ich obalony przywódca powrócił do Konga w lipcu 1964, kiedy prezydent Joseph Kasavubu powierzył mu urząd premiera w nowym rządzie koalicyjnym. Porozumiewając się z gen. Władysławem Andersem poprzez zatrudnionego przez siebie w Kongu polskiego najemnika Rafała Gana-Ganowicza, planował sprowadzenie polskich fachowców do Konga w celu przyśpieszania rozwoju kraju po długotrwałej wojnie domowej. Organizatorem kongijskiego lotnictwa był w tym czasie Jan Zumbach. Zdymisjonowany w październiku 1965 przez prezydenta Josepha Kasavubu Tshombe ponownie wyjechał do Hiszpanii, gdzie przebywał do 1967, bowiem Joseph Mobutu, który w listopadzie 1965 obalił Kasavubu, oskarżył Tshombego o zdradę stanu. Po ponownym wyjeździe Tshombego pojawiały się pogłoski, jakoby miał powrócić do ojczyzny i objąć tam władzę. W 1967 został skazany zaocznie na karę śmierci. W tym samym roku został porwany przez agentów powiązanych z SDECE i przewieziony samolotem do Algierii. Mobutu (wówczas nowy prezydent Kongo-Kinszasy) oskarżył Tshombego o zdradę po raz kolejny i zażądał od władz Algierii ekstradycji Tshombego, spotkał się jednak z odmową ze strony Algierii. Tshombe zmarł w niewyjaśnionych okolicznościach w więzieniu algierskim, prawdopodobnie na zawał serca albo wylew krwi do mózgu.

## Odznaczenia
- Krzyż Wielki Orderu Korony (1960)[12][13]